# Tamara Romera Ginés
Tamara Romera Ginés (* 1995 in Grevenbroich) ist eine deutsche Schauspielerin mit spanischen Wurzeln.

## Leben
Tamara Romera Ginés wuchs als Kind einer spanischen Familie in Nordrhein-Westfalen auf. Bereits mit drei Jahren stand sie auf der Bühne und tanzte Flamenco. Sie absolvierte von 2017 bis 2021 ein Schauspielstudium an der Bayerischen Theaterakademie August Everding in München. Anschließend besuchte sie das Rose Bruford College in London. Sie hatte Engagements am Stadttheater Paderborn, am Akademietheater München, am Thalia Theater in Hamburg, am Residenztheater München und am Staatstheater Braunschweig.
Ihren ersten Auftritt im Fernsehen hatte sie 2018 in drei Folgen der Fernsehserie Um Himmels Willen. Im Kino war sie 2020 in einer Nebenrolle im Film Wolke unterm Dach zu sehen. Seither spielte sie in diversen Fernsehproduktionen Episodenhaupt- und Nebenrollen.
Seit 2021 spielt sie die Hauptrolle der Kriminalkommissarin Alicia Ruíz in der TV-Reihe Balko Teneriffa.
Romera Ginés lebt in Köln, Braunschweig und München.

## Filmografie
- 2018: Um Himmels Willen (Fernsehserie, drei Folgen)
- 2018–2019: In aller Freundschaft (Fernsehserie, Folgen Auf dem Prüfstand und Gnadenlos)
- 2019: Die Chefin (Fernsehserie, Folge Lockvogel)
- 2020: Wolke unterm Dach
- 2021: In aller Freundschaft – Die jungen Ärzte (Fernsehserie, Folge Doppelte Gefahr)
- 2021: Die Rosenheim-Cops (Fernsehserie, Folge Ein anonymer Anruf)
- 2022: Kreuzfahrt ins Glück: Hochzeitsreise nach Kreta (Fernsehreihe)
- seit 2022: Balko Teneriffa
  - 2022: Doppelt hält besser
  - 2023: Mord im Paradies
- 2023: Bettys Diagnose (Fernsehserie, Folge Liebeskummer lohnt sich nicht)
- 2024: SOKO Köln (Fernsehserie, Folge Der Bienenkönig )
- 2024: Kafka (Fernsehserie)
- 2025: Nighties (Fernsehserie, alle Folgen der ersten Staffel)

## Hörspiele
- 2023: Ursula K. Le Guin: Erdsee (Fantasy-Hörspiel-Serie mit 12 Folgen), WDR[4]
- 2023: Benjamin Quabeck: Ruhrpott-Brüder. Eine Woche Anschlusszone, WDR[5]
- 2023: Letícia Milano und Tina Müller: Die andere Frida – opulent-akustisches Biopic, WDR[6]
- 2025: Sabine Ballbach, Sonja Cöster und Lena Gouverneur: Kyllroth. Tödliche Heimkehr 1917, (Hörspiel - WDR)[7]